# تپه چغا پیره ۱۶ -K
تپه چغا پیره ۱۶ -K در شهرستان کنگاور، روستای کوچه واقع شده و این اثر در تاریخ ۱۰ دی ۱۳۸۱ با شمارهٔ ثبت ۶۶۲۹ به‌عنوان یکی از آثار ملی ایران به ثبت رسیده است.